# Kurnos Drugi
Kurnos Drugi – wieś sołecka w Polsce położona w województwie łódzkim, w powiecie bełchatowskim, w gminie Bełchatów.
W latach 1975–1998 miejscowość administracyjnie należała do województwa piotrkowskiego.
Kurnos to mała miejscowość oddalona od Bełchatowa o około 7 km. Na początku XIX wieku osada ta była częścią majątku Kaszewice, a Kurnos Drugi (tzw. niemiecki) powstał w 1818 roku wraz ze sprowadzeniem przez hrabiego Karola Henckla von Donnersmarcka osadników z Prus, Saksonii i Austrii. Przybysze byli zróżnicowani pod względem wyznaniowym – obok katolików sporą część ludności stanowiła ludność wyznania ewangelicko-augsburskiego.
Wieś należy do rzymskokatolickiej parafii św. Trójcy w Kaszewicach z dekanatu szczercowskiego w archidiecezji łódzkiej.
We wsi znajduje się Szkoła Podstawowa im. Alfonsa Brandta oraz Gminne Przedszkole i Gminne Centrum Kultury, Koło Gospodyń Wiejskich, zespół ludowy „Kurnosianki”, biblioteka, remiza OSP, siłownia na powietrzu, sklep; wielu mieszkańców prowadzi działalność gospodarczą.
W Kurnosie Drugim krzyżują się drogi powiatowe nr 1919E (Kaszewice – Kurnos – Oleśnik - Bełchatów) i nr 1917E (Chabielice – Trząs – Kurnos - Nowy Świat) zarządzane przez Powiatowy Zarząd Dróg w Bełchatowie. Miejscowość leży przy linii kolejowej nr 24 (Piotrków Trybunalski – Zarzecze).